# Portage, Wisconsin
Portage este o localitate, municipalitate și sediul comitatului Columbia, statul Wisconsin, Statele Unite ale Americii. Este locația unei închisori, DOC Columbia Correctional Institution.
1. ↑   https://www.portagewi.gov/city-staff-directory, accesat în 2 octombrie 2024 Lipsește sau este vid: |title= (ajutor)
2. ↑  2010 U.S. Gazetteer Files, accesat în 9 iulie 2020